# Oskar Pfungst
Oskar Pfungst (ur. 1874, zm. 1933) – niemiecki psycholog. W 1907 roku dowiódł, że tzw. Mądry Hans, koń rzekomo wykonujący proste obliczenia matematyczne, w rzeczywistości reagował na nieświadomie wysyłane mu przez trenera sygnały (tzw. efekt Mądrego Hansa). 

## Prace
- Der Kluge Hans. Ein Beitrag zur nichtverbalen Kommunikation. 3. wyd. Frankfurt am Main: Frankfurter Fachbuchhandlung für Psychologie, o.J. (Neuauflage des Originals von 1907).